# Aldehuela de Yeltes
Aldehuela de Yeltes és un municipi de la província de Salamanca a la comunitat autònoma de Castella i Lleó.
Limita al nord amb Castraz i Martín de Yeltes; a l'est amb Sepulcro-Hilario i Puebla de Yeltes; al sud amb El Maíllo i Morasverdes i a l'oest amb Dios le Guarde i Alba de Yeltes.

## Demografia
| 1991 | 1996 | 2001 | 2004 |
| ---- | ---- | ---- | ---- |
| 398  | 355  | 282  | 256  |